# Na bogatości
Na bogatości – debiutancki album duetu Bracia Figo Fagot wydany 21 maja 2012 roku przez wytwórnię S.P. Records.

## Spis utworów
1. "Hot dog" – 3:15
2. "Bożenka" – 3:37
3. "Świnki i damy" – 2:56
4. "Małgoś głupia" – 3:30
5. "Bal jak bal" – 3:31
6. "Teresa" – 2:57
7. "Gdybym zgolił wąs" – 2:46
8. "Beata Paulina" – 3:41
9. "Disco commando" – 3:00
10. "Wesele" – 2:45
11. "Mamuniu miła" – 3:38

## Wykonawcy
- Bartosz Walaszek – Filip Barłoś, ps. "Fagot" – instrumenty klawiszowe, wokal prowadzący i wspierający
- Piotr Połać – Fabian Barłoś, ps. "Figo" – wokal prowadzący i wspierający

## Sprzedaż
| Tytuł        | Lista | Kraj   | Pozycja |
| ------------ | ----- | ------ | ------- |
| Na bogatości | OLiS  | Polska | 7       |